# مباحثه محاسبه سوسیالیستی
مباحثه محاسبه سوسیالیستی (که گاهی با عنوان مباحثه محاسبه اقتصادی نیز شناخته می‌شود) گفتمانی پیرامون چگونگی برآوردن کردن محاسبات اقتصادی در یک اقتصاد سوسیالیستی، با فرض فقدان قانون ارزش پول، قیمت‌های مالی برای کالاهای سرمایه‌ای و مالکیت خصوصی بر ابزار تولید است. به‌طور خاص، مباحثه بر روی موضوع کاربرد برنامه‌ریزی اقتصادی در تخصیص ابزار تولید، به عنوان جایگزینی برای بازارهای سرمایه‌ای، متمرکز بود و این سؤال که آیا چنین نظامی از نظر کارایی و بهره‌وری نسبت به سرمایه‌داری برتری خواهد داشت یا خیر.
یکی از موضوعات اصلی مباحثه، نقش و دامنهٔ قانون ارزش در یک اقتصاد سوسیالیستی بود.
گرچه نمونه‌های پاسخ‌گویی به مسئله هماهنگی اقتصادی و محاسبه تحت سوسیالیسم، پیش از قرن بیستم در درون جنبش سوسیالیستی وجود داشت، اما عبارت مباحثهٔ محاسبهٔ سوسیالیستی در دههٔ ۱۹۲۰ با نقد لودویگ فن میزس بر سوسیالیسم ظهور کرد. بحث تاریخی میان مکتب اتریش، به نمایندگی لودویگ فن میزس و فریدریش هایک، که در رد امکان‌پذیری سوسیالیسم استدلال می‌کردند، و نمایندگان اقتصاد نئوکلاسیک و اقتصاد مارکسی، که مهمترین آنها اسکار لانگه، آبا لرنر، فرد تیلور، هنری داگلاس دیکینسون و موریس داب، که معتقد بودند سوسیالیسم هم امکان‌پذیر و هم برتر از سرمایه‌داری است، صورت گرفت.
این بحث عموماً به عنوان بحثی میان طرفداران کاپیتالیسم و طرفداران سوسیالیسم شناخته می‌شد، اما در حقیقت بخشی قابل توجه از مباحثه میان سوسیالیست‌هایی صورت گرفت که دیدگاه‌هایی متفاوت نسبت به استفاده از بازارها و پول در یک سیستم سوسیالیستی داشتند، و اینکه تا به چه میزان قانون ارزش در یک اقتصاد سوسیالیستی فرضی عملی خواهد بود. سوسیالیست‌ها به‌طور کلی از یکی از این سه دیدگاه نسبت به واحد محاسبه جانبداری می‌کردند، یا پول به عنوان یک واحد محاسبه تحت سوسیالیسم وجود خواهد داشت، یا مدت‌زمان کار واحد محاسبه خواهد بود یا اینکه نظام سوسیالیستی مفروض، بر اساس محاسبه در سرشت یا محاسبه کالایی عمل خواهد کرد.
مباحثه در میان سوسیالیست‌ها، از زمان ظهور جنبش گسترده سوسیالیستی، میان افرادی که طرفدار سوسیالیسم بازار، اقتصادهای برنامه‌ریزی شده مرکزی و برنامه‌ریزی اقتصادی غیر متمرکز بودند، وجود داشته‌است. مشارکت‌های اخیر در این مباحثه در اواخر قرن بیستم و اوایل قرن بیست و یکم شامل پیشنهادهایی برای سوسیالیسم بازار و استفاده از فناوری اطلاعات و سیستم‌های توزیع شده به عنوان پایه‌ای برای برنامه‌ریزی اقتصادی غیر متمرکز می‌شود.
کارل مارکس و فریدریش انگلس تعریفی گسترده برای سوسیالیسم مشخص کرده بودند که شامل نوعی از مالکیت عمومی یا مشترک ابزار تولید و خودمدیریتی کارگری درون شرکت‌های اقتصادی، در جایی که تولید ارزش اقتصادی برای سودآوری با مفهوم تولید برای مصرف مستقیم جایگزین می‌شود. این امر مستلزم وجود گونه ای از برنامه‌ریزی اقتصادی و رشد برنامه‌ریزی شده به جای نیروی محرک انباشت سرمایه است و در نتیجه حصول جایگزینی تولید مبتنی بر کالا و تخصیص عوامل تولید مبتنی بر بازار با برنامه‌ریزی آگاهانه.